# Dina Kathelyn
Dina Kathelyn, née le 17 février 1934 à Uccle (région de Bruxelles-Capitale) et morte en octobre 2024, est une romancière, autrice de littérature jeunesse, illustratrice, peintre et coloriste belge. Elle utilise parfois le pseudonyme de Catherine Haegen ou celui de Dina-K. Tourneur.

## Biographie
Dina Kathelyn naît le 17 février 1934 à Uccle, une commune bruxelloise,. Elle effectue deux années d'humanités en latin/math, avant de poursuivre des études artistiques à Bruxelles : l'école Fernand Cocq, dans l'atelier du peintre Marcel Hastir et à l'Académie de Saint-Gilles dans la classe de Léon Pringels, où elle a obtient la Médaille d'argent du Gouvernement,. Elle sera membre du jury de fin d'études en publicité et illustration de l'Académie des Beaux-Arts de Liège,. Après des études artistiques, Dina Kathelyn devient illustratrice au sein d'une agence de publicité pendant huit ans avant de poursuivre son activité en tant que travailleur indépendant. À ce titre et alors qu'elle travaille sur des livres pour la Croix-Rouge, elle rencontre le directeur des éditions jeunesse de Casterman qui lui propose de collaborer avec la maison d'édition. C'est de là que commence au milieu des années 1970 la série Marmouset. Le premier volume de la série, Le Pied de Marmouset, sort en 1975. Les 27 volumes de la série se vendent à plus de 2 millions d'exemplaires en français et connaissent plusieurs traductions. Marmouset devient ainsi Petertje en néerlandais, Yumurcak en turc, Stefan en allemand ou encore Caspar en anglais.
À partir des années 2000, Dina Kathelyn travaille comme coloriste sur plusieurs séries de bandes dessinées parmi lesquelles Alix, Murena ou Destins,. Elle travaille également sur le triptyque La Vie en Rose de Viviane Nicaise.
En 2015, elle publie son premier roman : Le Poison silence aux Éditions Chloé des Lys et en 2019, son second : Passe le train aux Éditions Academia.
En 2018, elle se présente aux élections communales à Forest sur la liste du parti Ecolo et obtient 290 voix.
En 2020, elle se charge de la mise en couleur des deux tomes de la série historique dessinée par Paul Teng intitulée : Le Pape et le peintre publiée aux éditions BD Must.

### Mort
Elle meurt en octobre 2024, à l'âge de 90 ans,,.

### Vie privée
Dina Kathelyn prend le nom de Tourneur et le nom de plume Dina-K. Tourneur lors de son mariage, dont sont issus trois enfants. Elle vivait à Forest.

## Œuvre

### Publications

#### Littérature jeunesse

##### Marmouset
En 2015, les éditions Casterman éditent un coffret intitulé Bonjour, Marmouset qui comprend deux histoires déjà parues : Le Pied de Marmouset et La Main de Marmouset.

#### Romans
- Le Poison silence, Éditions Chloé des Lys, 2015, 180 p. (ISBN 978-2-87459-872-2, présentation en ligne)
- Passe le train, Éditions Academia, 2019, 154 p. (ISBN 978-2-8061-0445-8, présentation en ligne)

#### Nouvelles
- Joyeux anniversaire !, Lamiroy, coll. « opuscule », 2023 (ISBN 978-2-87595-828-0, présentation en ligne)

#### Albums de bande dessinée

##### Murena
- Série Murena
- 3. La Meilleure des mères, Dargaud Benelux, Bruxelles, juin 2001
Scénario : Jean Dufaux - Dessin : Philippe Delaby - Couleurs : Philippe Delaby et Dina Kathelyn -  (ISBN 2-87129-302-3)
- 4. Ceux qui vont mourir…[23], Dargaud Benelux, Bruxelles, septembre 2002
Scénario : Jean Dufaux - Dessin : Philippe Delaby - Couleurs : Philippe Delaby et Dina Kathelyn -  (ISBN 2-87129-457-7)

##### La Vie en rose
- 1. Frelons, Glénat, coll. « Bulle Noire », Grenoble, février 2003
Scénario : Dieter - Dessin : Viviane Nicaise - Couleurs : Dina Kathelyn -  (ISBN 2-7234-3716-7)
- 2. Cap Gris-nez[24], Glénat, coll. « Bulle Noire », Grenoble, juillet 2003
Scénario : Dieter - Dessin : Viviane Nicaise - Couleurs : Dina Kathelyn -  (ISBN 2-7234-3984-4)
- 3. La Dernière Pluie, Glénat, coll. « Bulle Noire », Grenoble, mai 2004
Scénario : Dieter - Dessin : Viviane Nicaise - Couleurs : Dina Kathelyn -  (ISBN 2-7234-4192-X)

##### L'Ordre impair
- Série L'Ordre impair
- 2. Séville 1600, Le Lombard, coll. « Polyptyque », Bruxelles, février 2005
Scénario : Rudi Miel et Cristina Cuadra - Dessin : Paul Teng - Couleurs : Scarlett, Graza, Dina Kathelyn -  (ISBN 2803620537)

##### Les Aventures de La Mort et Lao-Tseu
- 3. www.la-mort.fr, Audie, 2006
Scénario et dessin : François Boucq - Couleurs : Dina Kathelyn -  (ISBN 2-85815-494-5)

##### La Dernière Reine
- 1. Le Cobra du Nil, Dupuis, coll. « Empreinte(s) », Marcinelle, mars 2007
Scénario : Patrick Weber - Dessin : Giancarlo Caracuzzo - Couleurs : Dina Kathelyn -  (ISBN 978-2-8001-3933-3)
- 2. Le Scorpion de Karnak[25], Dupuis, coll. « Empreinte(s) », Marcinelle, mars 2007
Scénario : Patrick Weber - Dessin : Giancarlo Caracuzzo - Couleurs : Dina Kathelyn -  (ISBN 978-2-8001-3977-7)

##### Haute Sécurité
- 1. Les Gardiens du temple Tome 1/2, Dupuis, coll. « Repérages », Marcinelle, août 2007
Scénario : Joël Callède - Dessin : Gihef - Couleurs : Dina Kathelyn -  (ISBN 978-2-8001-3959-3)
- 2. Les Gardiens du temple Tome 2/2, Dupuis, coll. « Repérages », Marcinelle, août 2007
Scénario : Joël Callède - Dessin : Gihef - Couleurs : Dina Kathelyn -  (ISBN 978-2-8001-3976-0)
- 3. Les Nouveaux Maîtres Tome 1/2, Dupuis, coll. « Repérages », Marcinelle, avril 2008
Scénario : Joël Callède - Dessin : Gihef - Couleurs : Dina Kathelyn -  (ISBN 978-2-8001-4062-9)
- 4. Les Nouveaux Maîtres Tome 2/2, Dupuis, coll. « Repérages », Marcinelle, janvier 2009
Scénario : Joël Callède - Dessin : Gihef - Couleurs : Dina Kathelyn -  (ISBN 978-2-8001-4338-5)
- 5. L'Ombre d'Ezekiel Tome 1/2, Dupuis, Marcinelle, 28 mai 2010
Scénario : Joël Callède - Dessin : Gihef - Couleurs : Dina Kathelyn -  (ISBN 978-2-8001-4437-5)
- 6. L'Ombre d'Ezekiel Tome 2/2, Dupuis, Marcinelle, octobre 2010
Scénario : Joël Callède - Dessin : Gihef - Couleurs : Dina Kathelyn -  (ISBN 978-2-8001-4688-1)

##### La Guerre des dieux
- Série La Guerre des dieux
- 1. De bruit et de fureur, Quadrants, coll. « Quadrant solaire », Toulon, 2010
Scénario : Valérie Mangin - Dessin : Dean Yazghi - Couleurs : Dina Kathelyn -  (ISBN 978-2-302-00570-9)

##### Une enquête de Léonard de Vinci
- Les 7 crimes de Rome, Éditions du Rocher, Monaco, 9 mai 2019
Scénario : Guillaume Prévost - Dessin : Robert Paquet - Couleurs : Dina Kathelyn -  (ISBN 978-2-268-09670-4)

### Expositions
- Galerie Aarnor, Spy du 10 mars au 2 avril 2023[4],[26].

## Prix
- 2004 :  prix « Pinceau d’Or » du Festival de bande dessinée de Vaison-la-Romaine en 2004 pour son travail de coloriste[20].